# Rock the Night
"Rock the Night" é um single lançado pela banda sueca de hard rock, Europe. A canção foi escrita pelo vocalista Joey Tempest em 1984 e estreou na turnê Wings of Tomorrow do mesmo ano.
Ele foi lançado duas vezes; em 1985 como soundtrack do filme sueco "On the Loose", vendendo 90.000 cópias na Suecia, e em 1986 como segundo single internacional do álbum "The Final Countdown".
O lançamento de 1986 tornou-se top 10 na França, Alemanha, Itália, Espanha, Holanda, Belgica, Irlanda e Suíça, e alcançou a 12ª posição no UK Singles Chart e 30ª no Billboard Hot 100 nos Estados Unidos. O videoclipe foi dirigido por Nick Morris  no Hard Rock Cafe em Estocolmo. Este foi o primeiro videoclipe do Europe que contou com o novo guitarrista da banda, Kee Marcello, uma vez que o guitarrista original John Norum tinha deixado a banda semanas antes da gravação do clipe. 
A canção foi incluída no filme de 2007 Hot Rod e na versão europeia do jogo do Nintendo DS, Guitar Hero: On Tour. 

## Participantes
- Joey Tempest − vocal
- Mic Michaeli − teclado
- John Norum − guitarra
- John Levén − baixo
- Ian Haugland − bateria

## Posições nas paradas
| Ano  | Lista                          | Posição | Ref.   |
| ---- | ------------------------------ | ------- | ------ |
| 1985 | Swedish Singles Chart          | 4       | [ 5 ]  |
| 1986 | Promusicae                     | 6       | [ 6 ]  |
| 1986 | Belgian Singles Chart          | 2       | [ 7 ]  |
| 1986 | Dutch Top 40                   | 2       | [ 8 ]  |
| 1986 | French Singles Chart           | 7       | [ 9 ]  |
| 1986 | German Singles Chart           | 6       | [ 10 ] |
| 1986 | Irish Singles Chart            | 9       | [ 11 ] |
| 1986 | Italian Singles Chart          | 4       | [ 12 ] |
| 1986 | Swiss Singles Chart            | 6       | [ 13 ] |
| 1986 | UK Singles Chart               | 12      | [ 14 ] |
| 1986 | US Billboard Hot 100           | 30      | [ 15 ] |
| 1986 | US Mainstream Rock (Billboard) | 22      | [ 15 ] |